# 田部長右衛門 (25代)
二十五代 田部 長右衛門（たなべ ちょうえもん、1979年（昭和54年）8月4日 -  ）は、日本の実業家。「たたら御三家」の田部家第25代当主。株式会社田部、山陰中央テレビジョン放送代表取締役社長。松江商工会議所会頭。前名は真孝。
父は二十四代田部長右衛門。

## 来歴
島根県飯石郡吉田村（現・雲南市）出身。島根県立松江北高等学校、中央大学法学部政治学科卒業。
2002年、フジテレビジョンに入社（同期に中野美奈子、中村仁美）、報道局に所属し特派員として欧米各支局に赴任したほか、営業も担当した。
2010年、山陰中央テレビに中途入社、田部家の事業を統括する田部の社長となり、2016年、山陰中央テレビ代表取締役社長に就任した。これに先立って、先代である父の死去後、16年間、空席になっていた長右衛門を2015年に襲名した。
2019年10月、3期9年にわたり松江商工会議所会頭を務めた古瀬誠（山陰合同銀行特別顧問）の退任を受け、新会頭に選任される。